# Sokanegara (Kejobong)
Sokanegara is een bestuurslaag in het regentschap Purbalingga van de provincie Midden-Java, Indonesië. Sokanegara telt 2870 inwoners (volkstelling 2010).